# Давіде Калабрія
Давіде Калабрія (італ. Davide Calabria, нар. 6 грудня 1996, Брешія) — італійський футболіст, правий захисник клубу «Болонья» і збірної Італії.
Володар Суперкубка Італії з футболу.

## Клубна кар'єра
Народився 6 грудня 1996 року в місті Брешія. Починав займатися футболом у школі клубу «Віртус Адренсе», а 2006 року перейшов до академії «Мілана».
У дорослому футболі дебютував 2015 року виступами за основну команду «Мілана», в якому з кожним сезоном почав отримувати дедалі більше ігрового часу.

## Виступи за збірні
2013 року дебютував у складі юнацької збірної Італії, взяв участь у 22 іграх на юнацькому рівні, відзначившись одним забитим голом.
З 2015 року залучається до складу молодіжної збірної Італії. На молодіжному рівні зіграв у 19 офіційних матчах.

## Статистика виступів

### Статистика клубних виступів
Станом на 2 лютого 2025 року
| Сезон             | Команда           | Чемпіонат         | Чемпіонат | Чемпіонат | Національний кубок | Національний кубок | Національний кубок | Континентальні кубки | Континентальні кубки | Континентальні кубки | Інші змагання | Інші змагання | Інші змагання | totale | totale | totale |
| Сезон             | Команда           | Ліга              | Ігор      | Голів     | Ліга               | Ігор               | Голів              | Ліга                 | Ігор                 | Голів                | Ліга          | Ігор          | Голів         | Ігор   | Голів  |        |
| ----------------- | ----------------- | ----------------- | --------- | --------- | ------------------ | ------------------ | ------------------ | -------------------- | -------------------- | -------------------- | ------------- | ------------- | ------------- | ------ | ------ | ------ |
| 2014–15           | «Мілан»           | A                 | 1         | 0         | КІ                 | 0                  | 0                  | -                    | -                    | -                    | -             | -             | -             | 1      | 0      |        |
| 2015–16           | «Мілан»           | A                 | 6         | 0         | КІ                 | 2                  | 0                  | -                    | -                    | -                    | -             | -             | -             | 8      | 0      |        |
| 2016–17           | «Мілан»           | A                 | 12        | 0         | КІ                 | 1                  | 0                  | -                    | -                    | -                    | СІ            | 0             | 0             | 13     | 0      |        |
| 2017–18           | «Мілан»           | A                 | 21        | 1         | КІ                 | 4                  | 0                  | ЛЄ                   | 5                    | 0                    | -             | -             | -             | 30     | 1      |        |
| 2018–19           | «Мілан»           | A                 | 26        | 1         | КІ                 | 2                  | 0                  | ЛЄ                   | 4                    | 0                    | СІ            | 1             | 0             | 33     | 1      |        |
| 2019–20           | «Мілан»           | A                 | 25        | 1         | КІ                 | 2                  | 0                  | -                    | -                    | -                    | -             | -             | -             | 27     | 1      |        |
| 2020–21           | «Мілан»           | A                 | 32        | 2         | КІ                 | 1                  | 0                  | ЛЄ                   | 6                    | 0                    | -             | -             | -             | 39     | 2      |        |
| 2021–22           | «Мілан»           | A                 | 26        | 2         | КІ                 | 3                  | 0                  | ЛЧ                   | 4                    | 0                    | -             | -             | -             | 33     | 2      |        |
| 2022–23           | «Мілан»           | A                 | 25        | 1         | КІ                 | 1                  | 0                  | ЛЧ                   | 6                    | 0                    | СІ            | 1             | 0             | 33     | 1      |        |
| 2023–24           | «Мілан»           | A                 | 29        | 1         | КІ                 | 2                  | 0                  | ЛЧ+ЛЄ                | 6+4                  | 0                    | -             | -             | -             | 41     | 1      |        |
| 2024–25           | «Мілан»           | A                 | 7         | 0         | КІ                 | 1                  | 1                  | ЛЧ                   | 5                    | 0                    | СІ            | 1             | 0             | 14     | 1      |        |
| Усього за кар'єру | Усього за кар'єру | Усього за кар'єру | 210       | 9         |                    | 19                 | 1                  |                      | 40                   | 0                    |               | 3             | 0             | 272    | 10     |        |

### Статистика виступів за збірну
Станом на 18 грудня 2018 року